# 30 Herculis
30 Herculis, som är stjärnans Flamsteed-beteckning, är en dubbelstjärna i den nordvästra delen av stjärnbilden Herkules, som också har Bayer-beteckningen g Herculis. Den har en genomsnittlig kombinerad skenbar magnitud på ca 4,83 och är synlig för blotta ögat där ljusföroreningar ej förekommer. Baserat på parallaxmätning inom Hipparcosuppdraget på ca 9,2 mas, beräknas den befinna sig på ett avstånd på ca 354 ljusår (ca 109 parsek) från solen. Den rör sig bort från solen med en heliocentrisk radialhastighet på ca 1,5 km/s.

## Egenskaper
Primärstjärnan 30 Herculis A är en röd till orange jättestjärna  av spektralklass M6 III, som är en AGB-stjärna. Den har en massa som är ca 1,7 solmassor, en radie som är ca 70 solradier och utsänder ca 1 400 gånger mera energi än solen från dess fotosfär vid en effektiv temperatur på ca 4 200 K.
30 Herculis är en enkelsidig spektroskopisk dubbelstjärna med en omloppspriod på 2,310 år och en excentricitet på 0,37, samt en pulserande variabel av halvregelbunden typ (SRB), som varierar mellan visuell magnitud +4,3 och 6,3 med en period av 89,2 dygn.  Den visar cykliska perioder på 62,3, 89,5 och 888,9 dygn. Stjärnan omges av ett stoftskal som främst verkar bestå av oxider av järn, magnesium och aluminium snarare än silikater.